# Archie Yates
Archie James Yates (ur. 22 lutego 2009 w Wielkiej Brytanii) – brytyjski aktor dziecięcy, który zasłynął dzięki roli Yorki w filmie Jojo Rabbit (2019) oraz Maxa w filmie Nareszcie sam w domu (2021).

## Życiorys
Archie Yates urodził się 22 lutego 2009 roku w Wielkiej Brytanii. Zadebiutował jako aktor w filmie Jojo Rabbit z 2019 roku. 10 grudnia 2019 roku poinformowano, że Yates zagra główną rolę w filmie Nareszcie sam w domu zrealizowanego dla Disney+.

## Filmografia

### Filmy
- Jojo Rabbit (2019) jako Yorki
- Nareszcie sam w domu (2021) jako Max Mercer